# Liste des mammifères en Italie
Pour des articles plus généraux, voir Liste des mammifères en Europe et Faune en Italie.

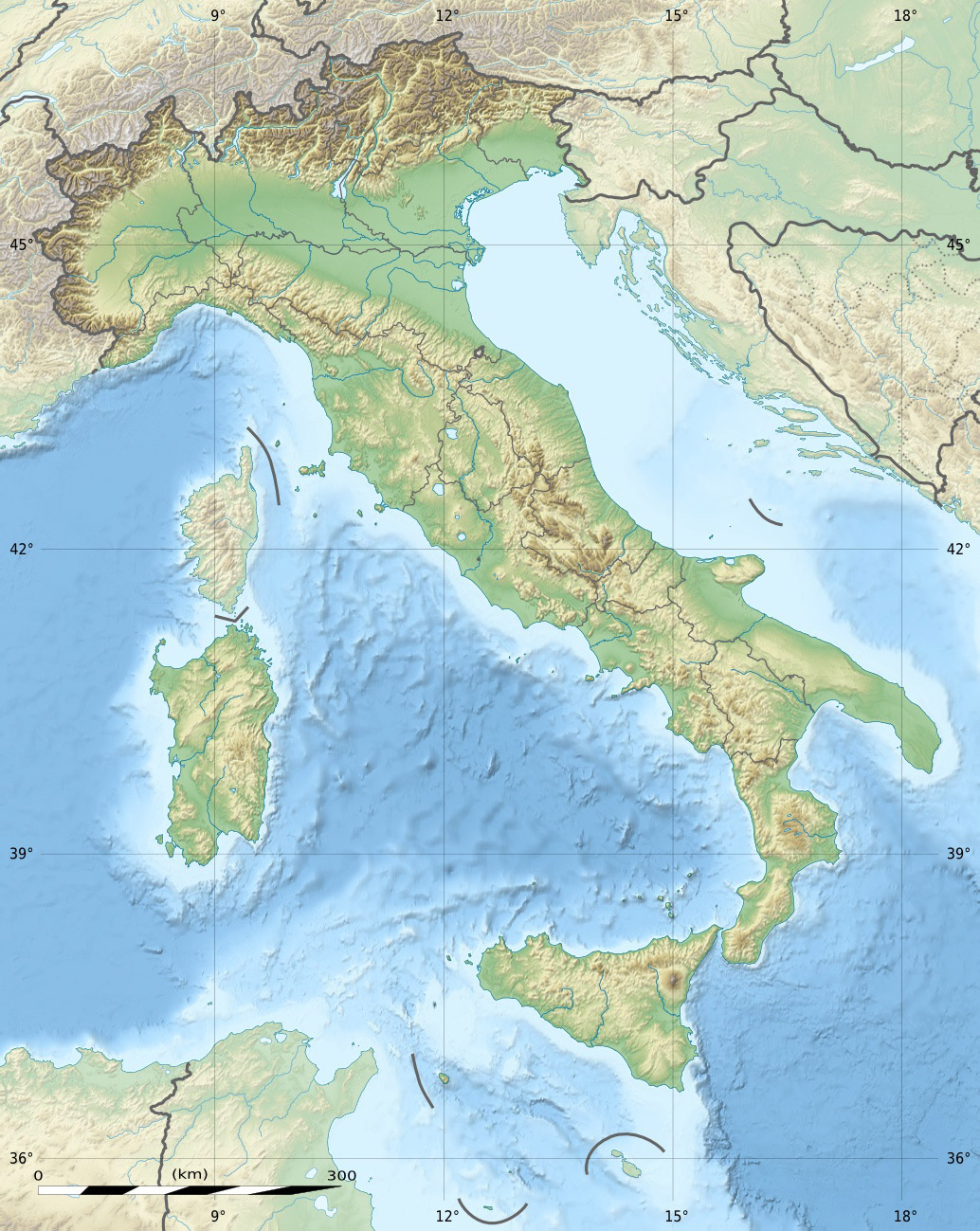
Carte topographique de l'Italie.

Localisation de l'Italie en Europe.

Cette liste commentée recense la mammalofaune en Italie. Elle répertorie les espèces de mammifères italiens actuels et celles qui ont été récemment classifiées comme éteintes (à partir de l'Holocène, depuis donc 11 700 ans av. J.‑C.). Cette liste comporte 159 espèces réparties en dix ordres et 36 familles, dont une est « éteinte », trois sont « en danger critique d'extinction », quatre sont « en danger », huit sont « vulnérables », douze sont « quasi menacées » et dix ont des « données insuffisantes » pour être classées (selon les critères de la liste rouge de l'UICN au niveau mondial).
Elle contient au moins seize espèces introduites sur ce territoire, qui sont plus ou moins bien acclimatées. Il peut contenir aussi des animaux non reconnus par la liste rouge de l'UICN (huit mammifères ici) et ils sont classés en « non évalué » : cela étant dû notamment au manque de données, à des espèces domestiques, disparues ou éteintes avant le XVIe siècle. Il existe en Italie six espèces de mammifères endémiques (cinq actuelles et une éteinte). Comme sous-espèces endémiques, il y a par exemple Lepus capensis mediterraneus (it) et Rupicapra pyrenaica ornata (it).

## Statuts de la liste rouge de l'UICN
Les statuts de conservation utilisés par la liste rouge de l'UICN mondiale sont :
| (EX) | Éteint                  | Il n'y a pas le moindre doute sur le fait que le dernier spécimen recensé est mort.                                                                   |
| (EW) | Éteint à l'état sauvage | L'espèce est connue uniquement en captivité ou en tant que population naturalisée bien en dehors de son ancienne aire de répartition.                 |
| (CR) | En danger critique      | L'espèce risque prochainement de s'éteindre à l'état sauvage.                                                                                         |
| (EN) | En danger               | L'espèce fait face à un très gros risque d'extinction à l'état sauvage.                                                                               |
| (VU) | Vulnérable              | L'espèce fait face à un gros risque d'extinction à l'état sauvage.                                                                                    |
| (NT) | Quasi menacé            | L'espèce ne satisfait pas un ou plusieurs des critères prévus qui permettraient de la catégoriser, mais pourrait risquer de s'éteindre dans le futur. |
| (LC) | Préoccupation mineure   | Il n'y a pas de risque identifiable pour l'espèce. |
| (DD) | Données insuffisantes   | Il n'y a pas d'information adéquate qui permettraient de faire une évaluation des risques pour cette espèce.                                          |
| (NE) | Non évalué              | L'espèce n'a pas encore été confrontée aux critères précédents, n'est pas reconnue par l'UICN ou bien s'est éteinte avant le XVIe siècle.             |

## Ordre:Primates

### Famille:Hominidés
| Nom vulgaire, nom binominal et citation d'auteurs | Nom vulgaire italien (langue officielle de l'Italie) | Origine et statut en Italie | Aire de répartition                    | Statut UICN mondial | Image         |
| ------------------------------------------------- | ---------------------------------------------------- | --------------------------- | -------------------------------------- | ------------------- | ------------- |
| Homme moderne Homo sapiens Linnaeus, 1758         | Uomo                                                 | Autochtone,                 | Aire de répartition de l'Homme moderne | [ 2 ]               | Homme moderne |

## Ordre:Lagomorphes

### Famille:Léporidés
| Nom vulgaire, nom binominal et citation d'auteurs          | Nom vulgaire italien (langue officielle de l'Italie) | Origine et statut en Italie       | Aire de répartition                     | Statut UICN mondial | Image                  |
| ---------------------------------------------------------- | ---------------------------------------------------- | --------------------------------- | --------------------------------------- | ------------------- | ---------------------- |
| Lièvre corse Lepus corsicanus de Winton, 1898              | Lepre italica                                        | Autochtone (Peut-être endémique), | Aire de répartition du Lièvre corse     | [ 3 ]               | Illustration manquante |
| Lièvre d'Europe Lepus europaeus Pallas, 1778               | Lepre comune                                         | Autochtone                        | Aire de répartition du Lièvre d'Europe  | [ 4 ]               | Lièvre d'Europe        |
| Lièvre variable Lepus timidus Linnaeus, 1758               | Lepre bianca                                         | Autochtone                        | Aire de répartition du Lièvre variable  | [ 5 ]               | Lièvre variable        |
| Lièvre du Cap Lepus capensis Linnaeus, 1758                | Lepre del Capo                                       | Allochtone (Introduit),           | Aire de répartition du Lièvre du Cap    | [ 7 ]               | Lièvre du Cap          |
| Lapin de garenne Oryctolagus cuniculus (Linnaeus, 1758)    | Coniglio selvatico europeo                           | Allochtone (Introduit)            | Aire de répartition du Lapin de garenne | [ 8 ]               | Lapin de garenne       |
| Lapin de Floride Sylvilagus floridanus (J. A. Allen, 1890) | Silvilago orientale                                  | Allochtone (Introduit)            | Aire de répartition du Lapin de Floride | [ 10 ]              | Lapin de Floride       |

### Famille:Prolagidés
| Nom vulgaire, nom binominal et citation d'auteurs | Nom vulgaire italien (langue officielle de l'Italie) | Origine et statut en Italie | Aire de répartition    | Statut UICN mondial | Image      |
| ------------------------------------------------- | ---------------------------------------------------- | --------------------------- | ---------------------- | ------------------- | ---------- |
| Pika sarde Prolagus sardus (Wagner, 1832)         | Prolago sardo                                        | Autochtone (Éteint),        | Illustration manquante | [ 11 ]              | Pika sarde |

## Ordre:Rodentiens

### Famille:Castoridés
| Nom vulgaire, nom binominal et citation d'auteurs | Nom vulgaire italien (langue officielle de l'Italie) | Origine et statut en Italie | Aire de répartition                     | Statut UICN mondial | Image            |
| ------------------------------------------------- | ---------------------------------------------------- | --------------------------- | --------------------------------------- | ------------------- | ---------------- |
| Castor d'Eurasie Castor fiber Linnaeus, 1758      | Castoro europeo                                      | Autochtone (Disparu),       | Aire de répartition du Castor d'Eurasie | [ 13 ]              | Castor d'Eurasie |

### Famille:Hystricidés
| Nom vulgaire, nom binominal et citation d'auteurs | Nom vulgaire italien (langue officielle de l'Italie) | Origine et statut en Italie | Aire de répartition    | Statut UICN mondial | Image             |
| ------------------------------------------------- | ---------------------------------------------------- | --------------------------- | ---------------------- | ------------------- | ----------------- |
| Porc-épic à crête Hystrix cristata Linnaeus, 1758 | Istrice                                              | Allochtone (Introduit)      | Illustration manquante | [ 15 ]              | Porc-épic à crête |

### Famille:Myocastoridés
| Nom vulgaire, nom binominal et citation d'auteurs | Nom vulgaire italien (langue officielle de l'Italie) | Origine et statut en Italie | Aire de répartition             | Statut UICN mondial | Image    |
| ------------------------------------------------- | ---------------------------------------------------- | --------------------------- | ------------------------------- | ------------------- | -------- |
| Ragondin Myocastor coypus (Molina, 1782)          | Nutria                                               | Allochtone (Introduit)      | Aire de répartition du Ragondin | [ 17 ]              | Ragondin |

### Famille:Cricétidés
| Nom vulgaire, nom binominal et citation d'auteurs                      | Nom vulgaire italien (langue officielle de l'Italie) | Origine et statut en Italie | Aire de répartition                         | Statut UICN mondial | Image                  |
| ---------------------------------------------------------------------- | ---------------------------------------------------- | --------------------------- | ------------------------------------------- | ------------------- | ---------------------- |
| Campagnol terrestre Arvicola amphibius (Linnaeus, 1758)                | Arvicola acquatica                                   | Autochtone                  | Aire de répartition du Campagnol terrestre  | [ 18 ]              | Campagnol terrestre    |
| Campagnol fouisseur Arvicola scherman (Shaw, 1801)                     | Arvicola acquatica montana                           | Autochtone                  | Aire de répartition du Campagnol fouisseur  | [ 19 ]              | Illustration manquante |
| Campagnol des neiges Chionomys nivalis (Martins, 1842)                 | Arvicola delle nevi                                  | Autochtone                  | Aire de répartition du Campagnol des neiges | [ 20 ]              | Campagnol des neiges   |
| Campagnol agreste Microtus agrestis (Linnaeus, 1761)                   | Arvicola agreste                                     | Autochtone                  | Aire de répartition du Campagnol agreste    | [ 21 ]              | Campagnol agreste      |
| Campagnol des champs Microtus arvalis (Pallas, 1778)                   | Topo campagnolo                                      | Autochtone                  | Aire de répartition du Campagnol des champs | [ 22 ]              | Campagnol des champs   |
| Microtus brachycercus Lehmann, 1961                                    | Arvicola dei pini di Calabria                        | Autochtone (Endémique),     | Illustration manquante                      | [ 23 ]              | Illustration manquante |
| Campagnol de Liechtenstein Microtus liechtensteini (Wettstein, 1927)   | Arvicola dei pini di Liechtenstein                   | Autochtone                  | Illustration manquante                      | [ 24 ]              | Illustration manquante |
| Campagnol de Fatio Microtus multiplex (Fatio, 1905)                    | Arvicola di Fatio                                    | Autochtone                  | Illustration manquante                      | [ 25 ]              | Illustration manquante |
| Campagnol de Savi Microtus savii (de Sélys Longchamps, 1838)           | Arvicola di Savi                                     | Autochtone                  | Illustration manquante                      | [ 26 ]              | Campagnol de Savi      |
| Campagnol souterrain Microtus subterraneus (de Sélys Longchamps, 1836) | Arvicola sotterranea                                 | Autochtone                  | Illustration manquante                      | [ 27 ]              | Illustration manquante |
| Campagnol endémique corso-sarde Microtus henseli Forsyth Major, 1882   | — aucun —                                            | Autochtone (Éteint)         | Illustration manquante                      | (NE)                | Illustration manquante |
| Campagnol roussâtre Myodes glareolus Schreber, 1780                    | Arvicola rossastra                                   | Autochtone                  | Aire de répartition du Campagnol roussâtre  | [ 29 ]              | Campagnol roussâtre    |
| Rat musqué Ondatra zibethicus (Linnaeus, 1766)                         | Topo muschiato                                       | Allochtone,                 | Aire de répartition du Rat musqué           | [ 31 ]              | Rat musqué             |
| Hamster migrateur Cricetulus migratorius (Pallas, 1773)                | Cricetulo migratorio                                 | Autochtone (Disparu)        | Illustration manquante                      | [ 33 ]              | Illustration manquante |

### Famille:Muridés
| Nom vulgaire, nom binominal et citation d'auteurs          | Nom vulgaire italien (langue officielle de l'Italie) | Origine et statut en Italie | Aire de répartition                     | Statut UICN mondial | Image                       |
| ---------------------------------------------------------- | ---------------------------------------------------- | --------------------------- | --------------------------------------- | ------------------- | --------------------------- |
| Mulot rayé Apodemus agrarius (Pallas, 1771)                | Topo selvatico a dorso striato                       | Allochtone,                 | Illustration manquante                  | [ 35 ]              | Mulot rayé                  |
| Mulot alpestre Apodemus alpicola Heinrich, 1952            | Topo selvatico alpino                                | Autochtone                  | Illustration manquante                  | [ 36 ]              | Illustration manquante      |
| Mulot à collier Apodemus flavicollis (Melchior, 1834)      | Topo selvatico dal collo giallo                      | Autochtone                  | Aire de répartition du Mulot à collier  | [ 37 ]              | Mulot à collier             |
| Mulot sylvestre Apodemus sylvaticus (Linnaeus, 1758)       | Topo selvatico                                       | Autochtone                  | Aire de répartition du Mulot sylvestre  | [ 38 ]              | Mulot sylvestre             |
| Rat des moissons Micromys minutus (Pallas, 1771)           | Topolino delle risaie                                | Allochtone                  | Aire de répartition du Rat des moissons | [ 39 ]              | Rat des moissons            |
| Souris grise Mus musculus Linnaeus, 1758                   | Topo comune                                          | Allochtone (Introduit),     | Aire de répartition de la Souris grise  | [ 40 ]              | Souris grise                |
| Rat surmulot Rattus norvegicus (Berkenhout, 1769)          | Ratto norvegese                                      | Allochtone (Introduit)      | Aire de répartition du Rat surmulot     | [ 42 ]              | Rat surmulot                |
| Rat noir Rattus rattus (Linnaeus, 1758)                    | Ratto nero                                           | Allochtone (Introduit)      | Aire de répartition du Rat noir         | [ 43 ]              | Rat noir                    |
| Mulot endémique corso-sarde Rhagamys orthodon Hensel, 1856 | — aucun —                                            | Autochtone (Éteint)         | Illustration manquante                  | (NE)                | Mulot endémique corso-sarde |

### Famille:Gliridés
| Nom vulgaire, nom binominal et citation d'auteurs   | Nom vulgaire italien (langue officielle de l'Italie) | Origine et statut en Italie | Aire de répartition                 | Statut UICN mondial | Image          |
| --------------------------------------------------- | ---------------------------------------------------- | --------------------------- | ----------------------------------- | ------------------- | -------------- |
| Loir gris Glis glis Linnaeus, 1766                  | Ghiro                                                | Autochtone                  | Aire de répartition du Loir gris    | [ 44 ]              | Loir gris      |
| Lérotin commun Dryomys nitedula (Pallas, 1778)      | Driomio                                              | Autochtone                  | Illustration manquante              | [ 45 ]              | Lérotin commun |
| Lérot commun Eliomys quercinus (Linnaeus, 1766)     | Quercino                                             | Autochtone                  | Aire de répartition du Lérot commun | [ 46 ]              | Lérot commun   |
| Muscardin Muscardinus avellanarius (Linnaeus, 1758) | Moscardino                                           | Autochtone                  | Aire de répartition du Muscardin    | [ 47 ]              | Muscardin      |

### Famille:Sciuridés
| Nom vulgaire, nom binominal et citation d'auteurs                | Nom vulgaire italien (langue officielle de l'Italie) | Origine et statut en Italie | Aire de répartition                            | Statut UICN mondial | Image                 |
| ---------------------------------------------------------------- | ---------------------------------------------------- | --------------------------- | ---------------------------------------------- | ------------------- | --------------------- |
| Écureuil de Finlayson Callosciurus finlaysonii (Horsfield, 1823) | Scoiattolo variabile                                 | Allochtone (Introduit)      | Aire de répartition de l'Écureuil de Finlayson | [ 49 ]              | Écureuil de Finlayson |
| Écureuil gris Sciurus carolinensis Gmelin, 1788                  | Scoiattolo grigio                                    | Allochtone (Introduit)      | Aire de répartition de l'Écureuil gris         | [ 50 ]              | Écureuil gris         |
| Écureuil roux Sciurus vulgaris Linnaeus, 1758                    | Scoiattolo comune                                    | Autochtone                  | Aire de répartition de l'Écureuil roux         | [ 51 ]              | Écureuil roux         |
| Marmotte des Alpes Marmota marmota (Linnaeus, 1758)              | Marmotta delle Alpi                                  | Autochtone                  | Aire de répartition de la Marmotte des Alpes   | [ 52 ]              | Marmotte des Alpes    |
| Tamia de Sibérie Tamias sibiricus (Laxmann, 1769)                | Scoiattolo giapponese                                | Allochtone (Introduit)      | Aire de répartition du Tamia de Sibérie        | [ 53 ]              | Tamia de Sibérie      |

## Ordre:Érinacéomorphes

### Famille:Érinacéidés
| Nom vulgaire, nom binominal et citation d'auteurs                | Nom vulgaire italien (langue officielle de l'Italie) | Origine et statut en Italie | Aire de répartition                         | Statut UICN mondial | Image                |
| ---------------------------------------------------------------- | ---------------------------------------------------- | --------------------------- | ------------------------------------------- | ------------------- | -------------------- |
| Hérisson commun Erinaceus europaeus Linnaeus, 1758               | Riccio comune                                        | Autochtone                  | Aire de répartition du Hérisson commun      | [ 54 ]              | Hérisson commun      |
| Hérisson des Balkans Erinaceus roumanicus Barrett-Hamilton, 1900 | Riccio dal petto bianco settentrionale               | Allochtone                  | Aire de répartition du Hérisson des Balkans | [ 55 ]              | Hérisson des Balkans |

## Ordre:Soricomorphes

### Famille:Soricidés
| Nom vulgaire, nom binominal et citation d'auteurs          | Nom vulgaire italien (langue officielle de l'Italie) | Origine et statut en Italie         | Aire de répartition                                | Statut UICN mondial | Image                    |
| ---------------------------------------------------------- | ---------------------------------------------------- | ----------------------------------- | -------------------------------------------------- | ------------------- | ------------------------ |
| Crocidure leucode Crocidura leucodon (Hermann, 1780)       | Crocidura ventrebianco                               | Autochtone                          | Aire de répartition de la Crocidure leucode        | [ 56 ]              | Crocidure leucode        |
| Crocidure de Pantelleria Crocidura pachyura (Küster, 1835) | Crocidura mediterranea                               | Allochtone (Introduit)              | Aire de répartition de la Crocidure de Pantelleria | [ 57 ]              | Crocidure de Pantelleria |
| Crocidure de Sicile Crocidura sicula Miller, 1900          | Crocidura siciliana                                  | Autochtone                          | Aire de répartition de la Crocidure de Sicile      | [ 58 ]              | Crocidure de Sicile      |
| Crocidure des jardins Crocidura suaveolens (Pallas, 1811)  | Crocidura minore                                     | Autochtone                          | Aire de répartition de la Crocidure des jardins    | [ 59 ]              | Crocidure des jardins    |
| Pachyure étrusque Suncus etruscus (Savi, 1822)             | Mustiolo etrusco                                     | Autochtone                          | Aire de répartition du Pachyure étrusque           | [ 60 ]              | Pachyure étrusque        |
| Asoriculus similis (Hensel, 1855)                          | Toporagno gigante sardo                              | Autochtone (Endémique mais éteint), | Illustration manquante                             | (NE)                | Illustration manquante   |
| Crossope de Miller Neomys anomalus Cabrera, 1907           | Toporagno d'acqua mediterraneo                       | Autochtone                          | Aire de répartition de la Crossope de Miller       | [ 61 ]              | Crossope de Miller       |
| Crossope aquatique Neomys fodiens (Pennant, 1771)          | Toporagno d'acqua eurasiatico                        | Autochtone                          | Aire de répartition de la Crossope aquatique       | [ 62 ]              | Crossope aquatique       |
| Musaraigne alpine Sorex alpinus Schinz, 1837               | Toporagno alpino                                     | Autochtone                          | Aire de répartition de la Musaraigne alpine        | [ 63 ]              | Musaraigne alpine        |
| Musaraigne du Valais Sorex antinorii Bonaparte, 1840       | Toporagno di Valais                                  | Autochtone                          | Aire de répartition de la Musaraigne du Valais     | [ 64 ]              | Musaraigne du Valais     |
| Musaraigne carrelet Sorex araneus Linnaeus, 1758           | Toporagno comune                                     | Autochtone                          | Aire de répartition de la Musaraigne carrelet      | [ 65 ]              | Musaraigne carrelet      |
| Musaraigne italienne Sorex arunchi Lapini & Testone, 1998  | Toporagno di Udine                                   | Autochtone (Peut-être endémique),   | Aire de répartition de la Musaraigne italienne     | [ 66 ]              | Illustration manquante   |
| Musaraigne pygmée Sorex minutus Linnaeus, 1766             | Toporagno pigmeo eurasiatico                         | Autochtone                          | Aire de répartition de la Musaraigne pygmée        | [ 67 ]              | Musaraigne pygmée        |
| Musaraigne des Apennins Sorex samniticus Altobello, 1926   | Toporagno appenninico                                | Autochtone,                         | Aire de répartition de la Musaraigne des Apennins  | [ 68 ]              | Illustration manquante   |

### Famille:Talpidés
| Nom vulgaire, nom binominal et citation d'auteurs | Nom vulgaire italien (langue officielle de l'Italie) | Origine et statut en Italie | Aire de répartition                      | Statut UICN mondial | Image                  |
| ------------------------------------------------- | ---------------------------------------------------- | --------------------------- | ---------------------------------------- | ------------------- | ---------------------- |
| Taupe aveugle Talpa caeca Savi, 1822              | Talpa cieca                                          | Autochtone                  | Aire de répartition de la Taupe aveugle  | [ 69 ]              | Taupe aveugle          |
| Taupe d'Europe Talpa europaea Linnaeus, 1758      | Talpa europea                                        | Autochtone                  | Aire de répartition de la Taupe d'Europe | [ 70 ]              | Taupe d'Europe         |
| Taupe romaine Talpa romana Thomas, 1902           | Talpa romana                                         | Autochtone (Endémique)      | Aire de répartition de la Taupe romaine  | [ 71 ]              | Illustration manquante |

## Ordre:Chiroptères

### Famille:Molossidés
| Nom vulgaire, nom binominal et citation d'auteurs       | Nom vulgaire italien (langue officielle de l'Italie) | Origine et statut en Italie | Aire de répartition                       | Statut UICN mondial | Image              |
| ------------------------------------------------------- | ---------------------------------------------------- | --------------------------- | ----------------------------------------- | ------------------- | ------------------ |
| Molosse de Cestoni Tadarida teniotis (Rafinesque, 1814) | Molosso di Cestoni                                   | Autochtone                  | Aire de répartition du Molosse de Cestoni | [ 72 ]              | Molosse de Cestoni |

### Famille:Rhinolophidés
| Nom vulgaire, nom binominal et citation d'auteurs           | Nom vulgaire italien (langue officielle de l'Italie) | Origine et statut en Italie | Aire de répartition                          | Statut UICN mondial | Image                 |
| ----------------------------------------------------------- | ---------------------------------------------------- | --------------------------- | -------------------------------------------- | ------------------- | --------------------- |
| Rhinolophe de Blasius Rhinolophus blasii Peters, 1866       | Ferro di cavallo di Blasius                          | Autochtone (Disparu)        | Aire de répartition du Rhinolophe de Blasius | [ 73 ]              | Rhinolophe de Blasius |
| Rhinolophe euryale Rhinolophus euryale Blasius, 1853        | Ferro di cavallo euriale                             | Autochtone                  | Aire de répartition du Rhinolophe euryale    | [ 74 ]              | Rhinolophe euryale    |
| Grand Rhinolophe Rhinolophus ferrumequinum (Schreber, 1774) | Ferro di cavallo maggiore                            | Autochtone                  | Aire de répartition du Grand Rhinolophe      | [ 75 ]              | Grand Rhinolophe      |
| Petit Rhinolophe Rhinolophus hipposideros (Bechstein, 1800) | Ferro di cavallo minore                              | Autochtone                  | Aire de répartition du Petit Rhinolophe      | [ 76 ]              | Petit Rhinolophe      |
| Rhinolophe de Méhely Rhinolophus mehelyi Matschie, 1901     | Ferro di cavallo di Mehely                           | Autochtone                  | Aire de répartition du Rhinolophe de Méhely  | [ 77 ]              | Rhinolophe de Méhely  |

### Famille:Minioptéridés
| Nom vulgaire, nom binominal et citation d'auteurs              | Nom vulgaire italien (langue officielle de l'Italie) | Origine et statut en Italie | Aire de répartition                             | Statut UICN mondial | Image                    |
| -------------------------------------------------------------- | ---------------------------------------------------- | --------------------------- | ----------------------------------------------- | ------------------- | ------------------------ |
| Minioptère de Schreibers Miniopterus schreibersii (Kuhl, 1817) | Miniottero                                           | Autochtone                  | Aire de répartition du Minioptère de Schreibers | [ 78 ]              | Minioptère de Schreibers |

### Famille:Vespertilionidés
| Nom vulgaire, nom binominal et citation d'auteurs                                   | Nom vulgaire italien (langue officielle de l'Italie) | Origine et statut en Italie | Aire de répartition                                | Statut UICN mondial | Image                       |
| ----------------------------------------------------------------------------------- | ---------------------------------------------------- | --------------------------- | -------------------------------------------------- | ------------------- | --------------------------- |
| Murin d'Alcathoé Myotis alcathoe von Helversen & Heller, 2001                       | Vespertilio di Alcathoe                              | Autochtone                  | Aire de répartition du Murin d'Alcathoé            | [ 80 ]              | Murin d'Alcathoé            |
| Murin doré Myotis aurascens Kuzjakin, 1935                                          | — aucun —                                            | Autochtone                  | Aire de répartition du Murin doré                  | [ 81 ]              | Illustration manquante      |
| Murin de Bechstein Myotis bechsteinii (Kuhl, 1817)                                  | Vespertilio di Bechstein                             | Autochtone                  | Aire de répartition du Murin de Bechstein          | [ 82 ]              | Murin de Bechstein          |
| Petit Murin Myotis blythii (Tomes, 1857)                                            | Vespertilio minore                                   | Autochtone,                 | Aire de répartition du Petit Murin                 | [ 83 ]              | Petit Murin                 |
| Murin de Brandt Myotis brandtii (Eversmann, 1845)                                   | Vespertilio di Brandt                                | Autochtone                  | Aire de répartition du Murin de Brandt             | [ 84 ]              | Murin de Brandt             |
| Murin de Capaccini Myotis capaccinii (Bonaparte, 1837)                              | Vespertilio di Capaccini                             | Autochtone                  | Aire de répartition du Murin de Capaccini          | [ 85 ]              | Murin de Capaccini          |
| Murin cryptique Myotis crypticus Ruedi, Ibáñez, Salicini, Juste & Puechmaille, 2019 | Vespertilio criptico                                 | Autochtone                  | Aire de répartition du Murin cryptique, en jaune   | (NE)                | Murin cryptique             |
| Murin des marais Myotis dasycneme (Boie, 1825)                                      | Vespertilio dasicneme                                | Peut-être autochtone,       | Aire de répartition du Murin des marais            | [ 87 ]              | Murin des marais            |
| Murin de Daubenton Myotis daubentonii (Kuhl, 1817)                                  | Vespertilio di Daubenton                             | Autochtone                  | Aire de répartition du Murin de Daubenton          | [ 88 ]              | Murin de Daubenton          |
| Murin à oreilles échancrées Myotis emarginatus (É. Geoffroy, 1806)                  | Vespertilio smarginato                               | Autochtone                  | Aire de répartition du Murin à oreilles échancrées | [ 89 ]              | Murin à oreilles échancrées |
| Grand Murin Myotis myotis (Borkhausen, 1797)                                        | Vespertilio maggiore                                 | Autochtone                  | Aire de répartition du Grand Murin                 | [ 90 ]              | Grand Murin                 |
| Murin à moustaches Myotis mystacinus (Kuhl, 1817)                                   | Vespertilio mustacchino                              | Autochtone                  | Aire de répartition du Murin à moustaches          | [ 91 ]              | Murin à moustaches          |
| Murin de Natterer Myotis nattereri (Kuhl, 1817)                                     | Vespertilio di Natterer                              | Autochtone                  | Aire de répartition du Murin de Natterer           | [ 92 ]              | Murin de Natterer           |
| Murin du Maghreb Myotis punicus Felten, Spitzenberger & Storch, 1977                | Vespertilio maghrebino                               | Autochtone                  | Aire de répartition du Murin du Maghreb            | [ 93 ]              | Murin du Maghreb            |
| Sérotine de Nilsson Eptesicus nilssonii (Keyserling & Blasius, 1839)                | Serotino di Nilsson                                  | Autochtone                  | Aire de répartition de la Sérotine de Nilsson      | [ 94 ]              | Sérotine de Nilsson         |
| Sérotine commune Eptesicus serotinus (Schreber, 1774)                               | Serotino comune                                      | Autochtone                  | Aire de répartition de la Sérotine commune         | [ 95 ]              | Sérotine commune            |
| Grande Noctule Nyctalus lasiopterus (Schreber, 1780)                                | Nottola maggiore                                     | Autochtone                  | Aire de répartition de la Grande Noctule           | [ 96 ]              | Grande Noctule              |
| Noctule de Leisler Nyctalus leisleri (Kuhl, 1817)                                   | Nottola minore                                       | Autochtone                  | Aire de répartition de la Noctule de Leisler       | [ 97 ]              | Noctule de Leisler          |
| Noctule commune Nyctalus noctula (Schreber, 1774)                                   | Nottola comune                                       | Autochtone                  | Aire de répartition de la Noctule commune          | [ 98 ]              | Noctule commune             |
| Pipistrelle de Kuhl Pipistrellus kuhlii (Kuhl, 1817)                                | Pipistrello albolimbato                              | Autochtone                  | Aire de répartition de la Pipistrelle de Kuhl      | [ 99 ]              | Pipistrelle de Kuhl         |
| Pipistrelle de Nathusius Pipistrellus nathusii (Keyserling & Blasius, 1839)         | Pipistrello di Nathusius                             | Autochtone                  | Aire de répartition de la Pipistrelle de Nathusius | [ 100 ]             | Pipistrelle de Nathusius    |
| Pipistrelle commune Pipistrellus pipistrellus (Schreber, 1774)                      | Pipistrello nano                                     | Autochtone                  | Aire de répartition de la Pipistrelle commune      | [ 101 ]             | Pipistrelle commune         |
| Pipistrelle pygmée Pipistrellus pygmaeus (Leach, 1825)                              | Pipistrello soprano                                  | Autochtone                  | Aire de répartition de la Pipistrelle pygmée       | [ 102 ]             | Pipistrelle pygmée          |
| Barbastelle d'Europe Barbastella barbastellus (Schreber, 1774)                      | Barbastello                                          | Autochtone                  | Aire de répartition de la Barbastelle d'Europe     | [ 103 ]             | Barbastelle d'Europe        |
| Oreillard roux Plecotus auritus (Linnaeus, 1758)                                    | Orecchione comune                                    | Autochtone                  | Aire de répartition de l'Oreillard roux            | [ 104 ]             | Oreillard roux              |
| Oreillard gris Plecotus austriacus (J. Fischer, 1829)                               | Orecchione meridionale                               | Autochtone                  | Aire de répartition de l'Oreillard gris            | [ 105 ]             | Oreillard gris              |
| (?) Oreillard de Gaisler Plecotus gaisleri Benda, Kiefer, Hanák & Veith, 2004       | Orecchione di Gaisler                                | Autochtone                  | Illustration manquante                             | (NE)                | Illustration manquante      |
| Oreillard des Balkans Plecotus kolombatovici Dulic, 1980                            | Orecchione di Kolombatovic                           | Autochtone                  | Illustration manquante                             | [ 107 ]             | Illustration manquante      |
| Oreillard montagnard Plecotus macrobullaris Kuzjakin, 1965                          | Orecchione alpino                                    | Autochtone                  | Aire de répartition de l'Oreillard montagnard      | [ 108 ]             | Oreillard montagnard        |
| Oreillard sarde Plecotus sardus Mucedda, Kiefer, Pidinchedda & Veith, 2002          | Orecchione sardo                                     | Autochtone (Endémique)      | Illustration manquante                             | [ 109 ]             | Oreillard sarde             |
| Hypsugo darwinii (Tomes, 1859)                                                      | — aucun —                                            | Autochtone                  | Illustration manquante                             | (NE)                | Illustration manquante      |
| Vespère de Savi Hypsugo savii (Bonaparte, 1837)                                     | Pipistrello di Savi                                  | Autochtone                  | Aire de répartition de la Vespère de Savi          | [ 111 ]             | Vespère de Savi             |
| Sérotine bicolore Vespertilio murinus Linnaeus, 1758                                | Serotino bicolore                                    | Autochtone                  | Aire de répartition de la Sérotine bicolore        | [ 112 ]             | Sérotine bicolore           |

## Ordre:Cétacés

### Famille:Balænidés
| Nom vulgaire, nom binominal et citation d'auteurs     | Nom vulgaire italien (langue officielle de l'Italie) | Origine et statut en Italie | Aire de répartition                          | Statut UICN mondial | Image              |
| ----------------------------------------------------- | ---------------------------------------------------- | --------------------------- | -------------------------------------------- | ------------------- | ------------------ |
| Baleine de Biscaye Eubalaena glacialis (Müller, 1776) | Balena franca nordatlantica                          | Erratique,                  | Aire de répartition de la Baleine de Biscaye | [ 114 ]             | Baleine de Biscaye |

### Famille:Balænoptéridés
| Nom vulgaire, nom binominal et citation d'auteurs          | Nom vulgaire italien (langue officielle de l'Italie) | Origine et statut en Italie | Aire de répartition                        | Statut UICN mondial | Image            |
| ---------------------------------------------------------- | ---------------------------------------------------- | --------------------------- | ------------------------------------------ | ------------------- | ---------------- |
| Baleine de Minke Balaenoptera acutorostrata Lacépède, 1804 | Balenottera minore settentrionale                    | Autochtone                  | Aire de répartition de la Baleine de Minke | [ 115 ]             | Baleine de Minke |
| Rorqual commun Balaenoptera physalus (Linnaeus, 1758)      | Balenottera comune                                   | Autochtone                  | Aire de répartition du Rorqual commun      | [ 116 ]             | Rorqual commun   |
| Baleine à bosse Megaptera novaeangliae (Borowski, 1781)    | Megattera                                            | Autochtone                  | Aire de répartition de la Baleine à bosse  | [ 117 ]             | Baleine à bosse  |

### Famille:Eschrichtiidés
| Nom vulgaire, nom binominal et citation d'auteurs      | Nom vulgaire italien (langue officielle de l'Italie) | Origine et statut en Italie | Aire de répartition                     | Statut UICN mondial | Image         |
| ------------------------------------------------------ | ---------------------------------------------------- | --------------------------- | --------------------------------------- | ------------------- | ------------- |
| Baleine grise Eschrichtius robustus (Lilljeborg, 1861) | Balena grigia                                        | Autochtone (Disparu)        | Aire de répartition de la Baleine grise | [ 119 ]             | Baleine grise |

### Famille:Delphinidés
| Nom vulgaire, nom binominal et citation d'auteurs         | Nom vulgaire italien (langue officielle de l'Italie) | Origine et statut en Italie | Aire de répartition                          | Statut UICN mondial | Image                 |
| --------------------------------------------------------- | ---------------------------------------------------- | --------------------------- | -------------------------------------------- | ------------------- | --------------------- |
| Dauphin commun Delphinus delphis Linnaeus, 1758           | Delfino comune                                       | Autochtone                  | Aire de répartition du Dauphin commun        | [ 120 ]             | Dauphin commun        |
| Orque pygmée Feresa attenuata Gray, 1874                  | Feresa                                               | Peut-être autochtone,       | Aire de répartition de l'Orque pygmée        | [ 121 ]             | Orque pygmée          |
| Globicéphale noir Globicephala melas (Traill, 1809)       | Globicefalo                                          | Autochtone                  | Aire de répartition du Globicéphale noir     | [ 122 ]             | Globicéphale noir     |
| Dauphin de Risso Grampus griseus (G. Cuvier, 1812)        | Grampo                                               | Autochtone                  | Aire de répartition du Dauphin de Risso      | [ 123 ]             | Dauphin de Risso      |
| Orque Orcinus orca (Linnaeus, 1758)                       | Orca                                                 | Autochtone                  | Aire de répartition de l'Orque               | [ 124 ]             | Orque                 |
| Fausse Orque Pseudorca crassidens (Owen, 1846)            | Pseudorca                                            | Autochtone                  | Aire de répartition de la Fausse Orque       | [ 125 ]             | Fausse Orque          |
| Dauphin bleu et blanc Stenella coeruleoalba (Meyen, 1833) | Stenella striata                                     | Autochtone                  | Aire de répartition du Dauphin bleu et blanc | [ 126 ]             | Dauphin bleu et blanc |
| Sténo Steno bredanensis (G. Cuvier in Lesson, 1828)       | Steno                                                | Autochtone                  | Aire de répartition du Sténo                 | [ 127 ]             | Sténo                 |
| Grand Dauphin commun Tursiops truncatus (Montagu, 1821)   | Tursiope                                             | Autochtone                  | Aire de répartition du Grand Dauphin commun  | [ 128 ]             | Grand Dauphin commun  |

### Famille:Phocœnidés
| Nom vulgaire, nom binominal et citation d'auteurs  | Nom vulgaire italien (langue officielle de l'Italie) | Origine et statut en Italie | Aire de répartition                    | Statut UICN mondial | Image           |
| -------------------------------------------------- | ---------------------------------------------------- | --------------------------- | -------------------------------------- | ------------------- | --------------- |
| Marsouin commun Phocoena phocoena (Linnaeus, 1758) | Focena comune                                        | Erratique                   | Aire de répartition du Marsouin commun | [ 129 ]             | Marsouin commun |

### Famille:Kogiidés
| Nom vulgaire, nom binominal et citation d'auteurs | Nom vulgaire italien (langue officielle de l'Italie) | Origine et statut en Italie | Aire de répartition                  | Statut UICN mondial | Image         |
| ------------------------------------------------- | ---------------------------------------------------- | --------------------------- | ------------------------------------ | ------------------- | ------------- |
| Cachalot nain Kogia sima (Owen, 1866)             | Cogia di Owen                                        | Erratique                   | Aire de répartition du Cachalot nain | [ 130 ]             | Cachalot nain |

### Famille:Physétéridés
| Nom vulgaire, nom binominal et citation d'auteurs    | Nom vulgaire italien (langue officielle de l'Italie) | Origine et statut en Italie | Aire de répartition                   | Statut UICN mondial | Image          |
| ---------------------------------------------------- | ---------------------------------------------------- | --------------------------- | ------------------------------------- | ------------------- | -------------- |
| Grand Cachalot Physeter macrocephalus Linnaeus, 1758 | Capodoglio                                           | Autochtone                  | Aire de répartition du Grand Cachalot | [ 131 ]             | Grand Cachalot |

### Famille:Ziphiidés
| Nom vulgaire, nom binominal et citation d'auteurs           | Nom vulgaire italien (langue officielle de l'Italie) | Origine et statut en Italie | Aire de répartition                               | Statut UICN mondial | Image                   |
| ----------------------------------------------------------- | ---------------------------------------------------- | --------------------------- | ------------------------------------------------- | ------------------- | ----------------------- |
| Mésoplodon de Sowerby Mesoplodon bidens (Sowerby, 1804)     | Mesoplodonte di Sowerby                              | Peut-être erratique,        | Aire de répartition du Mésoplodon de Sowerby      | [ 132 ]             | Mésoplodon de Sowerby   |
| Mésoplodon de Gervais Mesoplodon europaeus (Gervais, 1855)  | Mesoplodonte di Gervais                              | Erratique                   | Aire de répartition du Mésoplodon de Gervais      | [ 133 ]             | Mésoplodon de Gervais   |
| Baleine à bec de Cuvier Ziphius cavirostris G. Cuvier, 1823 | Zifio                                                | Autochtone                  | Aire de répartition de la Baleine à bec de Cuvier | [ 134 ]             | Baleine à bec de Cuvier |

## Ordre:Artiodactyles

### Famille:Bovidés
| Nom vulgaire, nom binominal et citation d'auteurs    | Nom vulgaire italien (langue officielle de l'Italie) | Origine et statut en Italie | Aire de répartition                          | Statut UICN mondial | Image                 |
| ---------------------------------------------------- | ---------------------------------------------------- | --------------------------- | -------------------------------------------- | ------------------- | --------------------- |
| Taurin Bos taurus Linnaeus, 1758                     | Bue                                                  | Autochtone (Disparu)        | Aire de répartition du Taurin                | (NE)                |                       |
| Chèvre égagre Capra hircus Linnaeus, 1758            | Egagro                                               | Allochtone (Introduit)      | Aire de répartition de la Chèvre égagre      | [ 137 ]             | Chèvre égagre         |
| Bouquetin des Alpes Capra ibex Linnaeus, 1758        | Stambecco delle Alpi                                 | Autochtone                  | Aire de répartition du Bouquetin des Alpes   | [ 138 ]             | Bouquetin des Alpes   |
| Mouflon corse Ovis orientalis musimon Linnaeus, 1758 | Muflone                                              | Allochtone (Introduit)      | Aire de répartition du Mouflon méditerranéen | [ 140 ]             | Mouflon méditerranéen |
| Isard Rupicapra pyrenaica ornata Bonaparte, 1845     | Camoscio d'Abruzzo                                   | Autochtone                  | Aire de répartition de l'Isard               | [ 141 ]             | Isard                 |
| Chamois Rupicapra rupicapra (Linnaeus, 1758)         | Camoscio alpino                                      | Autochtone                  | Aire de répartition du Chamois               | [ 142 ]             | Chamois               |

### Famille:Cervidés
| Nom vulgaire, nom binominal et citation d'auteurs       | Nom vulgaire italien (langue officielle de l'Italie) | Origine et statut en Italie | Aire de répartition                       | Statut UICN mondial | Image              |
| ------------------------------------------------------- | ---------------------------------------------------- | --------------------------- | ----------------------------------------- | ------------------- | ------------------ |
| Chevreuil européen Capreolus capreolus (Linnaeus, 1758) | Capriolo                                             | Autochtone                  | Aire de répartition du Chevreuil européen | [ 143 ]             | Chevreuil européen |
| Cerf élaphe Cervus elaphus Linnaeus, 1758               | Cervo nobile                                         | Autochtone                  | Aire de répartition du Cerf élaphe        | [ 144 ]             | Cerf élaphe        |
| Daim européen Dama dama (Linnaeus, 1758)                | Daino                                                | Autochtone                  | Aire de répartition du Daim européen      | [ 146 ]             | Daim européen      |
| Cerf de Caziot Praemegaceros cazioti (Depéret, 1897)    | — aucun —                                            | Autochtone (Éteint)         | Illustration manquante                    | (NE)                | Cerf de Caziot     |

### Famille:Suidés
| Nom vulgaire, nom binominal et citation d'auteurs | Nom vulgaire italien (langue officielle de l'Italie) | Origine et statut en Italie | Aire de répartition                       | Statut UICN mondial | Image              |
| ------------------------------------------------- | ---------------------------------------------------- | --------------------------- | ----------------------------------------- | ------------------- | ------------------ |
| Sanglier d'Eurasie Sus scrofa Linnaeus, 1758      | Cinghiale                                            | Autochtone                  | Aire de répartition du Sanglier d'Eurasie | [ 148 ]             | Sanglier d'Eurasie |

## Ordre:Périssodactyles

### Famille:Équidés
| Nom vulgaire, nom binominal et citation d'auteurs | Nom vulgaire italien (langue officielle de l'Italie) | Origine et statut en Italie         | Aire de répartition                 | Statut UICN mondial | Image      |
| ------------------------------------------------- | ---------------------------------------------------- | ----------------------------------- | ----------------------------------- | ------------------- | ---------- |
| Âne commun Equus asinus Linnaeus, 1758            | Asino selvatico africano                             | Allochtone (Introduit)              | Aire de répartition de l'Âne commun | [ 150 ]             | Âne commun |
| Hydrontin Equus hydruntinus Regàlia, 1904         | Asino europeo                                        | Autochtone (Éteint)                 | Illustration manquante              | (NE)                | Hydrontin  |
| Cheval Equus caballus Linnaeus, 1758              | Cavallo                                              | Autochtone (Peut-être réintroduit), | Aire de répartition du Cheval       | [ 153 ]             | Cheval     |

## Ordre:Carnivores

### Famille:Canidés
| Nom vulgaire, nom binominal et citation d'auteurs    | Nom vulgaire italien (langue officielle de l'Italie) | Origine et statut en Italie               | Aire de répartition                   | Statut UICN mondial | Image               |
| ---------------------------------------------------- | ---------------------------------------------------- | ----------------------------------------- | ------------------------------------- | ------------------- | ------------------- |
| Chacal doré Canis aureus Linnaeus, 1758              | Sciacallo dorato                                     | Allochtone ou autochtone (Recolonisateur) | Aire de répartition du Chacal doré    | [ 155 ]             |                     |
| Loup gris Canis lupus Linnaeus, 1758                 | Lupo grigio                                          | Autochtone                                | Aire de répartition du Loup gris      | [ 156 ]             | Loup gris           |
| Dhole Cuon alpinus (Pallas, 1811)                    | Cuon                                                 | Autochtone (Disparu)                      | Aire de répartition du Dhole          | [ 158 ]             | Dhole               |
| Cynotherium sardous Studiati, 1857                   | Cuon sardo                                           | Autochtone (Éteint)                       | Illustration manquante                | (NE)                | Cynotherium sardous |
| Chien viverrin Nyctereutes procyonoides (Gray, 1834) | Cane procione                                        | Allochtone                                | Aire de répartition du Chien viverrin | [ 161 ]             | Chien viverrin      |
| Renard roux Vulpes vulpes (Linnaeus, 1758)           | Volpe rossa                                          | Autochtone                                | Aire de répartition du Renard roux    | [ 162 ]             | Renard roux         |

### Famille:Ursidés
| Nom vulgaire, nom binominal et citation d'auteurs | Nom vulgaire italien (langue officielle de l'Italie) | Origine et statut en Italie | Aire de répartition                | Statut UICN mondial | Image     |
| ------------------------------------------------- | ---------------------------------------------------- | --------------------------- | ---------------------------------- | ------------------- | --------- |
| Ours brun Ursus arctos Linnaeus, 1758             | Orso bruno                                           | Autochtone                  | Aire de répartition de l'Ours brun | [ 163 ]             | Ours brun |

### Famille:Mustélidés
| Nom vulgaire, nom binominal et citation d'auteurs | Nom vulgaire italien (langue officielle de l'Italie) | Origine et statut en Italie     | Aire de répartition                        | Statut UICN mondial | Image             |
| ------------------------------------------------- | ---------------------------------------------------- | ------------------------------- | ------------------------------------------ | ------------------- | ----------------- |
| Loutre d'Europe Lutra lutra (Linnaeus, 1758)      | Lontra europea                                       | Autochtone                      | Aire de répartition de la Loutre d'Europe  | [ 164 ]             | Loutre d'Europe   |
| Fouine Martes foina (Erxleben, 1777)              | Faina                                                | Allochtone                      | Aire de répartition de la Fouine           | [ 165 ]             | Fouine            |
| Martre des pins Martes martes (Linnaeus, 1758)    | Martora eurasiatica                                  | Autochtone                      | Aire de répartition de la Martre des pins  | [ 166 ]             | Martre des pins   |
| Blaireau européen Meles meles (Linnaeus, 1758)    | Tasso                                                | Autochtone                      | Aire de répartition du Blaireau européen   | [ 167 ]             | Blaireau européen |
| Hermine Mustela erminea Linnaeus, 1758            | Ermellino                                            | Autochtone                      | Aire de répartition de l'Hermine           | [ 168 ]             | Hermine           |
| Vison d'Europe Mustela lutreola (Linnaeus, 1761)  | Visone europeo                                       | Peut-être autochtone (Disparu), | Aire de répartition du Vison d'Europe      | [ 170 ]             | Vison d'Europe    |
| Belette d'Europe Mustela nivalis Linnaeus, 1766   | Donnola                                              | Autochtone                      | Aire de répartition de la Belette d'Europe | [ 171 ]             | Belette d'Europe  |
| Putois d'Europe Mustela putorius Linnaeus, 1758   | Puzzola europea                                      | Autochtone                      | Aire de répartition du Putois d'Europe     | [ 172 ]             | Putois d'Europe   |
| Vison d'Amérique Neovison vison (Schreber, 1777)  | Visone americano                                     | Allochtone (Introduit)          | Aire de répartition du Vison d'Amérique    | [ 173 ]             | Vison d'Amérique  |

### Famille:Procyonidés
| Nom vulgaire, nom binominal et citation d'auteurs | Nom vulgaire italien (langue officielle de l'Italie) | Origine et statut en Italie | Aire de répartition                 | Statut UICN mondial | Image        |
| ------------------------------------------------- | ---------------------------------------------------- | --------------------------- | ----------------------------------- | ------------------- | ------------ |
| Raton laveur Procyon lotor (Linnaeus, 1758)       | Procione comune                                      | Erratique                   | Aire de répartition du Raton laveur | [ 175 ]             | Raton laveur |

### Famille:Phocidés
| Nom vulgaire, nom binominal et citation d'auteurs              | Nom vulgaire italien (langue officielle de l'Italie) | Origine et statut en Italie           | Aire de répartition                                 | Statut UICN mondial | Image                        |
| -------------------------------------------------------------- | ---------------------------------------------------- | ------------------------------------- | --------------------------------------------------- | ------------------- | ---------------------------- |
| Phoque moine de Méditerranée Monachus monachus (Hermann, 1779) | Foca monaca mediterranea                             | Autochtone (Disparu, puis erratique), | Aire de répartition du Phoque moine de Méditerranée | [ 177 ]             | Phoque moine de Méditerranée |

### Famille:Félidés
| Nom vulgaire, nom binominal et citation d'auteurs | Nom vulgaire italien (langue officielle de l'Italie) | Origine et statut en Italie  | Aire de répartition                 | Statut UICN mondial | Image        |
| ------------------------------------------------- | ---------------------------------------------------- | ---------------------------- | ----------------------------------- | ------------------- | ------------ |
| Chat sauvage Felis silvestris Schreber, 1777      | Gatto selvatico                                      | Autochtone                   | Aire de répartition du Chat sauvage | [ 178 ]             | Chat sauvage |
| Lynx boréal Lynx lynx (Linnaeus, 1758)            | Lince europea                                        | Autochtone (Recolonisateur), | Aire de répartition du Lynx boréal  | [ 180 ]             | Lynx boréal  |
| Lion Panthera leo (Linnaeus, 1758)                | Leone                                                | Autochtone (Disparu)         | Aire de répartition du Lion         | [ 182 ]             | Lion         |
| Léopard Panthera pardus (Linnaeus, 1758)          | Leopardo                                             | Autochtone (Disparu)         | Aire de répartition du Léopard      | [ 184 ]             | Léopard      |

### Famille:Viverridés
| Nom vulgaire, nom binominal et citation d'auteurs | Nom vulgaire italien (langue officielle de l'Italie) | Origine et statut en Italie | Aire de répartition                       | Statut UICN mondial | Image           |
| ------------------------------------------------- | ---------------------------------------------------- | --------------------------- | ----------------------------------------- | ------------------- | --------------- |
| Genette commune Genetta genetta (Linnaeus, 1758)  | Genetta comune                                       | Allochtone                  | Aire de répartition de la Genette commune | [ 186 ]             | Genette commune |